# 热等静压

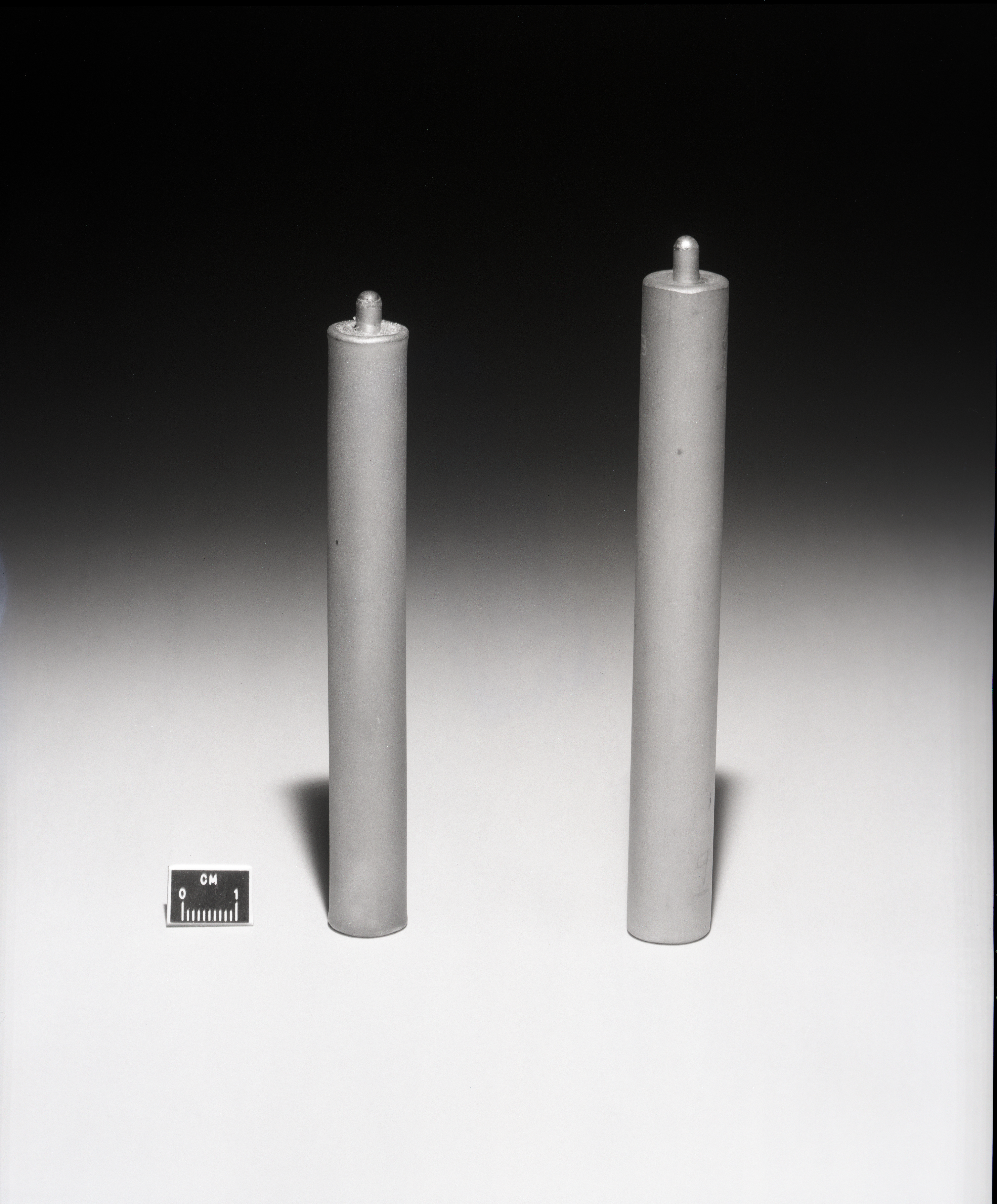
熱等靜壓鎳合金

热等静压（Hot isostatic pressing, 缩写：HIP）是一种用于减少金属中的孔洞或者提高陶瓷材料密度的制造工艺。这提高了材料的机械性能和可加工性。
在热等静压过程中，材料在密闭容器中同时受到高温和各方向相同的高压的处理。施压气体为惰性气体以避免与材料发生化学反应，一般用氩气。使用惰性气体，使材料不发生化学反应。腔室被加热，导致容器内的压力增加。许多系统使用相关的气泵来达到必要的压力水平。从各个方向对材料施加压力（因此使用术语“等压”）。
热等静压也被用作烧结（粉末冶金）製程和金属基复合材料制造的一部分。